# AC45
L'AC45 est une classe de catamarans monotypes de 13,45 mètres à ailes rigide. Ce sont des « modèles réduits » des futurs AC72 qui courront la coupe de l'America 2013. Ils sont utilisés pour les America's Cup World Series. Ils sont perçus comme des bateaux très physiques, notamment à cause de leur faible largeur et d'une petite taille de winch. Ils sont strictement monotypes, sauf pour les voiles d'avant. Ils ont ensuite été dotés d'une extension de l'aile rigide pour améliorer leurs performances dans le petit temps.

## Caractéristiques techniques
- Longueur hors tout : 13,45 m
- Largeur : 6,9 m
- Déplacement : 1 400 kg
- Mât : 21,5 m
- Surface voile au près : 133 m2 (grand-voile et reacher)
- Surface voile au portant : 210 m2 (grand-voile et gennaker)
- Gréement : aile rigide
- Architecte : Bureau d'étude d'Oracle Racing et Mike Drummond

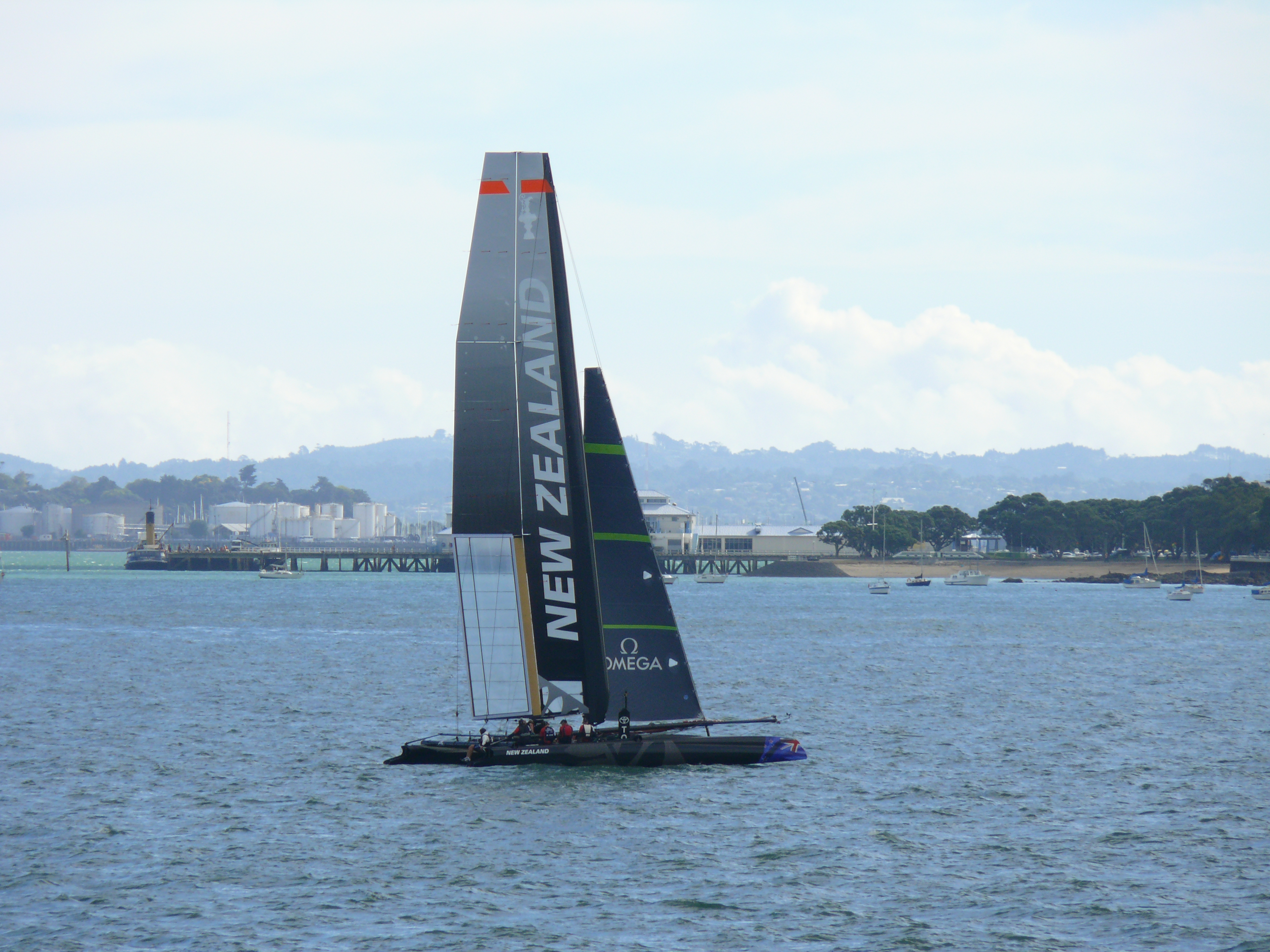
L'AC 45 de Team New Zealand en avril 2011